# Carina Freitas
Carina Patrícia de Barros Freitas (Funchal, Madeira, 18 de agosto de 1976) é uma médica pedopsiquiatra e cantautora portuguesa.[carece de fontes?]

## Biografia
Entre 2003 e maio de 2008 viveu em Lisboa, prosseguindo a sua formação médica, especializando-se em Psiquiatria da Infância e da Adolescência (Pedopsiquiatria), no Hospital de Dona Estefânia.
Entre 1999 e 2005, foi presença assídua do Festival Internacional da Canção do Faial – Vozes do Atlântico, onde participou como autora, compositora e intérprete.
Em agosto de 2006, editou o seu disco de estreia Alquimia, com arranjos e produção de Joaquim Pedro Jacobetty, composto por 13 temas originais, quase todos da sua autoria. A canção principal, Alquimia, segredo guardado, fez parte da banda sonora da novela da TVI Flor do Mar (2009).
No verão de 2009, o álbum Alquimia foi re-editado no Brasil como brinde do livro de Mário Lucena Raul Seixas - Metamorfose ambulante.
Participou no cortejo da Festa da Flor 2017 e em muitos outros espetáculos e concertos, inclusive com fins solidários, na Madeira.

## Discografia

### Álbuns a solo
- Alquimia (2006) - Edição de autor - ARFreitas Produções, Portugal,[18][19][20][21][22][23] re-edição no Brasil, São Paulo (2009) como brinde do livro "Metamorfose ambulante" de Mário Lucena.[24][25][26]

### Participação em Compilações (CD e LP)
- 1- LP - Canção “Palhaço Branco” (letra de Luísa Helena e música de Cecília Atanásio) - canção n.º 9 do 4.º Festival da Canção Infantil da Madeira, (1985) Secretaria Regional da Educação – DREPE – Direcção de Serviços da Juventude, Funchal
- 2 - 17.º Festival da Canção Infantil da Madeira, co-autora da música “Bolinhas no ar”, canção n.º 1 (1997) Secretaria Regional da Educação da Madeira, Funchal
- 3 - XXI Festival da Canção do Faial, Autora, compositora e intérprete da canção “Há Sempre Alguém Especial”- canção n.º 3 (2002) ADCF, Funchal
- 4 - XXII Festival Internacional do Faial “Vozes do Atlântico”, autora e compositora da canção ”Naquela Noite, Admirámos Madeira”- canção n.º 5 (2003) ADCF, Funchal
- 5 - XXIII Festival Internacional do Faial “Vozes do Atlântico”, autora e compositora da canção “Navegar no meu Mar” - canção n.º 3 (2004) ADCF, Funchal - Prémio melhor letra
- 6 - “A Madeira é um Bailinho” de João Luís Mendonça - Autora da letra da canção “Tudo aquilo que não fiz” (2004) Edição de Autor, Funchal
- 7 - XXIV Festival da Canção do Faial "Vozes do Atlântico" - Compositora da canção " Mas não basta sonhar" - canção n.º 3 , e autora, compositora e intérprete da canção "Dias para Amar" - canção n.º 9 (2005) ACDF, Funchal[27][28][29][30]
- 8 - "A ilha no coração" de João Luís Mendonça - Autora da letra da canção "Quem me dera ser apenas …" (2006) Edição de autor, Funchal[31][32]
- 9 - "Meio século de vida" de João Luís Mendonça - Autora da letra da canção "Quem sou eu? Mas quem sou eu?" (2008) Edição de Autor, Funchal[33][34][35]
- 10 - Banda Sonora novela "Flor do Mar" inclui a canção " Alquimia, segredo guardado" (2009) Farol Música, Lda.[36]
- 11 - “O Cantor e o Sonho” de João Luís Mendonça - Autora da letra da canção "Quem ama sabe sonhar" (2011) Edição de Autor, Funchal
- 12 - 30.º Festival da Canção Infantil da Madeira, compositora da canção n.º 5 “Plim! Fantasia…” Gabinete Coordenador de Educação Artística da Madeira (2011) Funchal
- 13 - "Minha terra amada" de Nuno Faria - autora da letra e música da canção "Um cantor...eu vou ser!" (2012) Edição de autor, Funchal
- 14 - I Festival da Canção Infanto-Juvenil da Madeira - autora e compositora da canção n.º 12 "Momentos para brilhar" (2012) Secretaria Regional da Educação e Recursos Humanos, Funchal
- 15 - "Best of João Luís Mendonça" - participação em dueto e autora da letra da canção "Quem me dera ser apenas..."(2013) Edição de Autor, Funchal
- 16 - III Festival da Canção Infanto-Juvenil da Madeira - co-compositora da canção n.º 1 " A Gata Ali" e autora e compositora da canção n.º 8 "Música é a minha paixão" (2014) Secretaria Regional da Educação e Recursos Humanos, Funchal
- 17 - IV Festival da Canção Infanto-Juvenil da Madeira - autora da letra da canção n.º11 " Ser jovem" (2015) Secretaria Regional da Educação e Recursos Humanos, Funchal
- 18 - "Best of João Luís Mendonça" - Volume II - autora da letra da canção "Tudo aquilo que não fiz" (2015) Edição de Autor, Funchal
- 19 - "Mais de 20" - álbum discográfico de Sandra e Ricardo Rodriguez; autora, compositora e interpretação em dueto com Ricardo Rodriguez, na canção "Mais forte que o tempo"- Editado por sandra e Ricardo Rodirguez (Agosto 2015)
- 20 - 36º Festival da Canção Infanto-Juvenil da Madeira - autora da música da canção n.º 11 "Cabeça na lua", com letra de Martim branco (2017) Secretaria Regional da Educação e Recursos Humanos, Funchal
- 21 - 38º Festival da Canção Infanto-Juvenil da Madeira - autora da música da canção n.º 4 "Brincar ao faz de conta", com letra Eva lara Falcão (2019) Secretaria Regional da Educação e Recursos Humanos, Funchal
- 22 - "Fantasia"- Livro-CD  da Coleção 20: 20 músicas, 20 poemas, 20 ilustrações", compositora da Canção "Plim! Fantasia" - (2019)  Associação Regional de Educação Artística. Direcção dos Serviços de Educação Artística e Multimédia
- (no prelo) Canção "Tudo aquilo que não fiz" com letra de Carina Freitas e música de João Luís Mendonça será gravada pelo cantor luso-canadiano Rui Marx, Toronto, Canadá

### Prémios científicos
- Prémio “Dr. João dos Santos” - menção Honrosa atribuída pela Associação Portuguesa de Psiquiatria da Infância e da Adolescência, pelo trabalho de investigação Depressive Symptoms in Preadolescents and Adolescents in Funchal (Madeira Island - Portugal): A Prevalence study (2004);

- Menção Honrosa - Área da Pedopsiquiatria (2004) atríbuido pelo Anuário do Hospital de Dona Estefânia ao trabalho de investigação Depressive Symptoms in Preadolescents and Adolescents in Funchal (Madeira Island - Portugal): A Prevalence study (2004);